# Bộ Cách (鬲)
Bộ Cách hoặc Lịch, bộ thứ 193 có nghĩa là "cái vạc" là 1 trong 8 bộ có 10 nét trong số 214 bộ thủ Khang Hy.
Trong Từ điển Khang Hy có 73 chữ (trong số hơn 40.000) được tìm thấy chứa bộ này.

## Tự hình Bộ Cách (鬲)

Giáp cốt văn
Kim văn
Đại triện
Tiểu triện

## Chữ thuộc Bộ Cách (鬲)
| Số nét bổ sung | Chữ           |
| -------------- | ------------- |
| 0              | 鬲/cách/      |
| 6              | 鬳/quyện/     |
| 7              | 鬴/phũ/       |
| 8              | 鬵/tiềm/ 鬶   |
| 9              | 鬷/tông/      |
| 10             | 鬸/lựu/       |
| 11             | 鬹 鬺/thương/ |
| 12             | 鬻/chúc/      |